# Georg Maret
Georg Maret (* 1949 in Trier) ist ein deutscher experimenteller Festkörperphysiker.
Maret studierte an der Universität Bonn und der TU München und wurde am Hochmagnetfeldlabor des CNRS und der Max-Planck-Gesellschaft in Grenoble bei Klaus Dransfeld promoviert. Danach forschte er bis 1993 in Grenoble am Hochfeldlabor. Er war Direktor des Instituts Charles Sadron für Polymerforschung des CNRS in Straßburg und ist seit 1997 Professor für Experimentalphysik an der Universität Konstanz. Von 2000 bis 2003 leitete er das Optikzentrum der Universität und 2001 bis 2010 war er Sprecher des Graduiertenkollegs Soft Condensed Matter Physics of Model Systems (Universitäten Grenoble, Straßburg, Konstanz). Maret war von 1999 bis 2003 Dekan der Mathematisch-Naturwissenschaftlichen Fakultät und ab 2006 Sprecher des Fachbereichs Physik.
Er entwickelte die Methode der Diffusing Wave Spectroscopy, die Interferenzen an mehrfach gestreutem Licht untersucht und insbesondere zur Untersuchung weicher Materie (wie Kolloide, Polymere, biologische Makromoleküle) dient. Maret untersuchte damit Schmelz- und Kristallisationsphänomene von Kolloiden in zwei Dimensionen.
2000 erhielt sein Labor an der Universität Konstanz einen der damals stärksten Magneten der Welt, der Felder bis zum 400.000fachen des Erdmagnetfeldes erzeugte. Der Magnet diente in Konstanz unter anderem der Untersuchung von Kristallisation von Polymeren in Schwerelosigkeit (die aufgrund des Diamagnetismus gewöhnlicher Materie in den erzeugten starken Feldern simulierbar ist).
Im Mai 2011 erhielt er eine der mit 1,2 Millionen Euro dotierten Reinhart-Koselleck-Förderprojekte der DFG zur Erforschung des magnetischen Orientierungssinns von Lebewesen wie Tauben. Dazu plant er seine Diffusing Wave Spectroscopy auf Infrarot-Streulicht im Gehirn und Körpergewebe von Tauben anzuwenden, um dessen Reaktion auf Magnetfelder zu untersuchen und zunächst einmal grundsätzlich festzustellen, welche Teile des Körpers dabei eine Rolle spielen. Bei Tauben wurden zum Beispiel magnetische Partikel im Schnabel oder magnetsensitive chemische Reaktionen im Auge diskutiert.
2011 erhielt er den Gentner-Kastler-Preis. 2003 war er Loeb Lecturer an der Harvard University. 1993 erhielt er den Prix Leconte der Académie des sciences.